# Selastele kopua
Selastele kopua är en snäckart som först beskrevs av B.A. Marshall 1995.  Selastele kopua ingår i släktet Selastele och familjen Calliostomatidae. Inga underarter finns listade i Catalogue of Life.